# Weinsprache

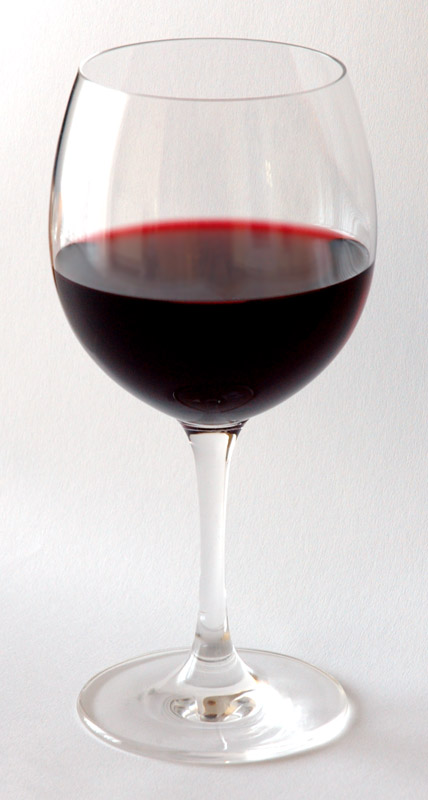
„Reich“, „tief“, „lang“ oder „adstringierend“ sind Wörter, die den Geschmack eines Rotweins beschreiben können.

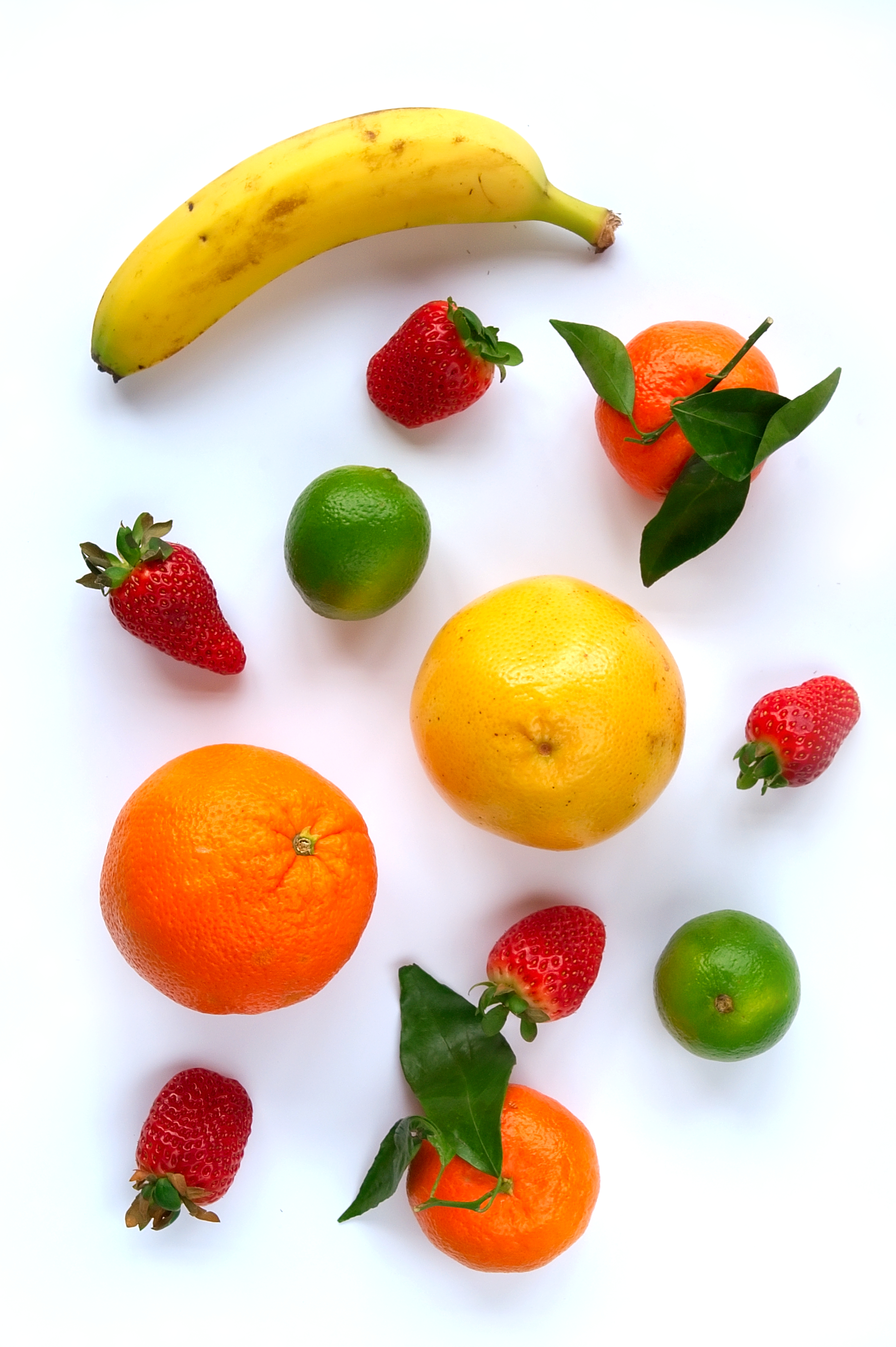
Die olfaktorisch und gustatorisch wahrgenommenen Aromen des Weins können u. a. mit Hilfe von Fruchtanalogien vereinfacht beschrieben werden.

Als Weinsprache wird die Fachsprache von Weinkritikern, Sommeliers, Connaisseurs und Weininteressierten bezeichnet. Daneben benutzen Winzer, Kellermeister, Sachverständige, Weinhändler und andere im Weinbau Beschäftigte eine Vielzahl von önologischen Fachbegriffen.

## Merkmale
Die Weinsprache und die weinbaulichen und önologischen Fachbegriffe dienen der Etablierung nachvollziehbarer Wortbedeutungen. Zur Beschreibung der Weineigenschaften wird ein Wortschatz verwendet, mit dem sich die im Wein vorkommenden Inhaltsstoffe, ihr Zusammenspiel, ihre Proportionen, Balancen sowie der Zustand des jeweiligen Weines beschreiben lassen.
Die Weinsprache weist einige Besonderheiten auf, begründet vor allem in der Problematik, dass mit ihr hauptsächlich Geschmack beschrieben werden soll, also eine individuelle und körperliche Sinneserfahrung, die die komplexen Zusammenhänge von Geschmacksbildung und Geschmacksurteil verbindet.

## Formen der Weinsprache

### Weinsprache in der Antike
In der griechischen Antike gab es eine Sprache der Weinverkoster. So wurden in der Literatur des antiken Griechenlands etwa hundert weinsprachliche Begriffe gefunden. Der französische Chemiker Jean-Antoine Chaptal übertrug die in der griechischen Literatur wurzelnde antike Weinsprache in die Moderne, indem er in seinem im Jahre 1801 erschienenen Werk Art de faire, de gouverner, et de perfectionner les vins mehr als 60 Begriffe verwendete.

### Deutsche Winzersprache
Die dialektale deutsche Winzersprache war eine altüberlieferte traditionelle Fachsprache agrikulturellen Ursprungs, die römisches und romanisches Kulturgut in sich barg. Sie hatte sich in der vorindustriellen Zeit in Europa in deutschsprachigen Weinbaukulturen im Laufe der Jahrhunderte entwickelt und war an regional- beziehungsweise ortssprachliche Varietäten gebunden.
Der teilweise bereits historisch gewordene Winzerwortschatz umfasst folgende Bereiche:
- Rebe
- Rebsorten
- Traubenlese, Presse und Mostbereitung
- Weinberg
- Weinbergsarbeit
- Weingeschmack und -genuss
- Weinheilige (z. B. Heiliger Urban)
- Weinbereitung und Wein
- Winzer- und Wetterregeln (z. B. Urbanstag)

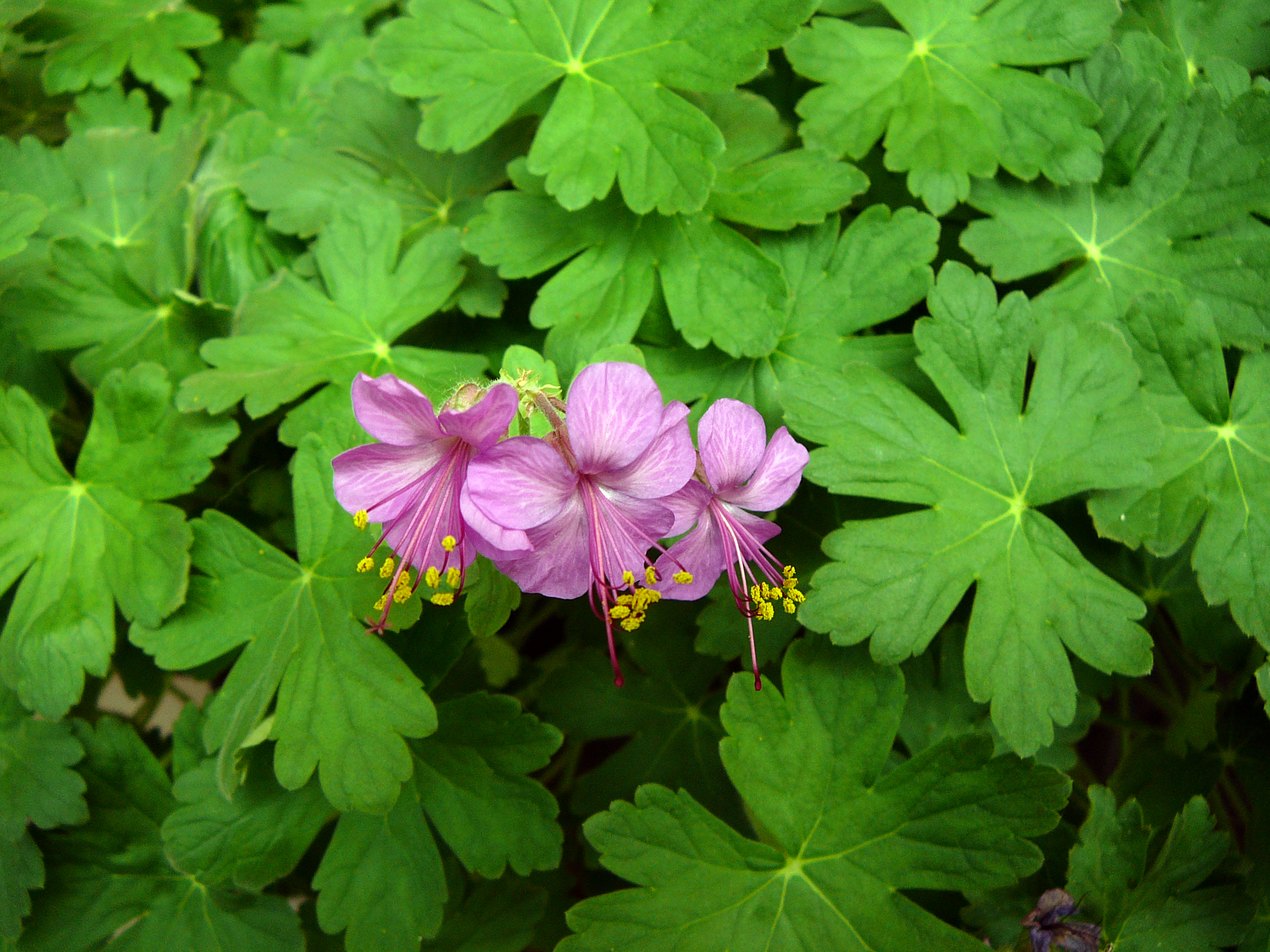
Das önologische Fachwort Geranienton ist eine Analogie, die einen Weinfehler benennt, der durch Sorbinsäure hervorgerufen wird. Der Geruch erinnert an die zerriebenen Blätter von Pelargonien.

- Winzerbrauchtum

### Önologische Weinsprache
Die Fachsprache von professionellen Degustatoren, Önologen und Sachverständigen (z. B. vereidigte Weinsachverständige) besteht einerseits aus präzise definierten Bezeichnungen für konkrete Sinnesempfindungen (Farbe, Geruch, Geschmack). Hierbei ist die Bezeichnung streng an eine bestimmte Wahrnehmung geknüpft.
Beispiel: die Säure, die Bitterkeit, der Essigsäureethylester, der Geranienton.
Andererseits werden auch ungenaue, aber gängige Bezeichnungen für differenzierte Sinnesempfindungen verwendet. Hierbei wird versucht ein Geschmacksgleichgewicht, einen Geschmack oder einen Geruch näher zu beschreiben und ein Urteil zu formulieren. Der Sachverständige versucht das vage Bild seiner Empfindung zu präzisieren, indem er mit den Wörtern spielt. Dabei werden auch Wörter aus der Alltagssprache verwendet, die jedoch häufig mit einem anderen Sinn unterlegt werden. Solche Bezeichnungen können auch in einem bildlichen Sinne verwendet werden.
Beispiel: ein Wein wird als reich oder üppig bezeichnet, wenn seine Geruchs- und Geschmackskomponenten in großem Umfang vorhanden sind. Umgekehrt besitzt ein magerer, dürftiger Wein keine Nuancen und wenig Geschmack.

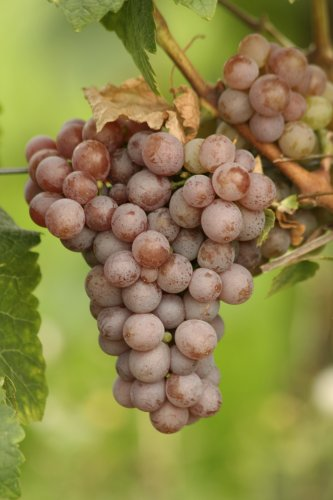
Noble Rose, Christkindlestraube, Dreipfennigholz, Clevener, Ruhmor: Die alte Rebsorte Gewürztraminer hat geschichtlich bedingt viele Namen.

Für Laien ergeben sich häufig Schwierigkeiten beim Verstehen von professionellen Weinbeschreibungen, wie sie in der Fachpublizistik oder bei Degustationen verwendet werden. Besonders die Art der sinnbildlichen Konkretisierung des Weins ruft hierbei Irritationen hervor. Dazu zählen beispielsweise Gleichsetzungen des Weins mit geometrischen Strukturen, Stoffen und Lebewesen.

### Weinsprache und Marketing
Seit den 1990er Jahren wird in Deutschland, insbesondere von Sommeliers, im Umfeld des Marketings, der Werbung, Gastronomie und populären Weinpublizistik eine vereinfachte Form der Weinsprache benutzt. Hierbei fungiert eine rhetorisch simplifizierte Fachsprache als Instrument der Vermarktung, wobei die Komplexität des Weins auf wenige Merkmale reduziert wird, um Konsumentenerwartungen zu bedienen. Dazu gehören rhetorische Tropen mit Metaphern und Analogien. Hierzu zählen z. B. Gewürz-, Obst- und Gemüseanalogien, die das flüchtige Aromenspiel des Weins mit Begriffen wie Vanille, Brombeere oder Paprika beschreiben. An dieser Form der Weinsprache wird kritisiert, dass sie der mehrwertigen Geschmackslogik des Weins nur unzureichend gerecht wird.
Typische neuere, nicht die Aromatik betreffende, sondern mehr auf die Genuss-Situation abzielende Beschreibungen der letzten Jahre sind z. B., dass ein Wein „Spaß macht“ oder „trinkig“ ist (als Neuschöpfung zu „süffig“). Hierin (wie auch im Trend eines ausgefallenen Namens-Designs statt Reben- und Lagenbezeichnung) spiegelt sich auch eine Ablösung der traditionellen Zielgruppe des (elitären) „Weinkenners“ durch eine breite, kulinarisch informierte Konsumentenschicht wider.

### Namen der Rebsorten
Die Bezeichnung der Rebsorten hat sich im Laufe der Jahrhunderte sprachgeschichtlich permanent verändert. Dies wurde beispielsweise durch Analphabetismus von Weinbauern hervorgerufen sowie durch Hör-, Schreib-, Übertragungs- oder Übersetzungsfehler. Hinzu kamen Verwechslungen von Sorten, mundartliche Umdeutungen, irrtümliche Herkunftsbezeichnungen sowie falsche Synonyme und Homonyme. Es gibt daher für eine Rebsorte oft eine geschichtlich gewachsene Vielfalt von unterschiedlichen Namen, die Bestandteil der Weinsprache geworden sind.

## Beispiele
Einige Begriffe der Weinsprache sind unten kurz erläutert beziehungsweise führen zu den jeweiligen Artikeln.

## A
abbeerenAblösen der Traubenstiele von den Beeren, auch entrappen oder (ab)rebeln genannt.
abfallenDer Geschmack ist auf den vorderen Gaumen beschränkt, setzt sich hinten nicht fort.
AbgangDas Verspüren der Geschmacksstoffe nach dem Hinunterschlucken, wobei ein langer Abgang positiv bewertet wird und für die Qualität des Weins spricht. Der Geschmack im Gaumen (ab dem Schlucken) wird in Caudalies (Abgang in Sekunden) gemessen, ein Abgang von 20 Caudalies wird als gut eingestuft. Wird auch Finale, Nachhall oder Schwanz genannt.
AbstichTrennung des Vorlaufweins vom Trub nach der Gärung. Auch „abschlauchen“ oder „abziehen“ genannt.
Achat en primeur(franz.: „Frischeinkauf“) Der Händler kauft den Wein bereits kurz nach der Lese, wenn er noch gar keine Trinkreife erlangt hat.
AciditätFachbegriff für die Säure, die dem Wein Nervigkeit und Frische gibt. Wenn der Säuregehalt jedoch zu hoch ist, gibt die Acidität dem Wein einen „grünen“ und „beißenden“ Charakter. Bei einem zu geringen Gehalt an Säure wird der Wein fade.
adstringierendUnangenehm herbe, raue, pelzige Geschmackseigenschaft, die besonders bei jungen, sehr tanninhaltigen Rotweinen auftritt und ein Gefühl verursacht, als wenn sich der Mund zusammenzieht.
aggressivwird ein Wein mit übermäßig viel schneidender Säure oder bitterem Tannine genannt, der durch seine Kraft die Schleimhäute reizt.
Aligotéweiße Rebsorte, die im Burgund und in Osteuropa angebaut wird.
Alkohol (Ethanol)Neben dem Wasser der wichtigste Bestandteil des Weins. Seinen warmen Charakter erhält der Wein durch Ethanol. Wenn dieses jedoch zu stark dominiert, wird der Wein leicht brandig.
AlkoholgehaltWird in der Regel, entsprechend dem enthaltenen Alkoholanteil, in Volumenprozent (°), oder in Gramm pro Liter angegeben. (7,95 g entspricht 1° oder 1 %-vol.)
AlterungLagerfähige Qualitätsweine reifen im Fass oder in der Flasche. Dabei verändert der Wein seine Qualität, indem er störende Eigenschaften mildert, Säure glättet, eventuelle Herbheit abbaut. Mit der Zeit entfaltet er seinen geschmacklichen und aromatischen Charakter. Weintyp, Lage und Jahrgang bestimmen die Lagerfähigkeit des Weins und sind daher für seine Alterungsdauer entscheidend. Moderne Weine sind zum Konsum innerhalb von zwei Jahren bestimmt.
Amaroneital. Weinspezialität mit hohem Geschmacks- und Alkoholgehalt, der aus teilgetrockneten Trauben gekeltert wird.
AmpelographieLehre von der Bestimmung und Beschreibung von Rebsorten und deren wissenschaftliche Klassifizierung.
A.O.C.(franz.: Appellation d’Origine Contrôlée = „Kontrollierte Herkunftsbezeichnung“) Garantiert die Herkunft und Herstellungsweise von landwirtschaftlichen Produkten. Bedeutende französische Weine stammen immer aus einem A.O.C.-Anbaubereich.
A.O.P.(franz.: Appellation d’Origine Protégée = „Geschützte Herkunftsbezeichnung“): 1992 eingeführtes europäisches Label, das der Zielsetzung der französischen A.O.C. entspricht.
Äpfelsäurekommt von Natur aus in vielen Weinen vor. Sie wird auch als „unreife“ Säure im Vergleich zur „reifen“ Weinsäure bezeichnet. Der Äpfelsäuregehalt im Wein kann deutlich erhöht sein als Folge kühler Witterung während der Reifezeit der Reben, (mikro-)klimatisch ungünstiger Anbaubedingungen oder allgemein durch einen mangelnden Reifegrad zum Erntezeitpunkt. Durch die malolaktische Gärung wird sie in die mildere Milchsäure umgewandelt.
AramonRote Traubensorte, die aus dem Mittelmeerraum Südfrankreichs stammt. Sie befindet sich heute auf dem Rückzug, obwohl sie sich nach der Reblauskrise großer Beliebtheit erfreute.
AromaSoll eigentlich im Fachjargon bei der Verkostung die Geruchsempfindungen, die im Mund wahrgenommen werden, ausdrücken. Häufig wird aber auch der Duft des Weins mit Aroma bezeichnet. Es werden primäre A. (durch die Trauben), sekundäre (bei Gärung und Fasslagerung entstehend) und tertiäre (bei weiterer Flaschenlagerung entstehend) unterschieden. Siehe hierzu auch den Artikel Aromen im Wein.
aromatischWein mit ausgeprägtem, angenehmem Geruch (und Geschmack) durch einen hohen Gehalt an flüchtigen Aromastoffen. Zum Beispiel würzig beim Gewürztraminer, rauchig/wie Toast bei Barriquefass-Ausbau, beerenartig-fruchtig bei Cabernet Sauvignon, Tempranillo etc.
 AssemblageHochwertiges und wohldosiertes Mischen verschiedener Weine oder Moste gleichen Ursprungs, um eine einheitliche Cuvée zu erhalten oder den Geschmack weiter zu verbessern. Nicht mit Coupage = verschneiden zu verwechseln.
auffüllenDer durch Verdunstung bedingte Schwund im Fass wird mit Wein wieder aufgefüllt, damit das Fass so voll ist, dass der Wein nicht mit Luft in Berührung kommt.
aufspriten oder Aufspritungheißt das Beimengen von Weinbrand oder anderen Alkoholen in den Most, um die Gärung zu stoppen. In Deutschland ist dieses Verfahren verboten.
AugeEin anderes Wort für die Blatt- oder Blütenknospe beim Weinstock.
AusbauAlle Arbeiten des Winzers bzw. Kellermeisters im Weinkeller von der Gärung des Weins bis zu dessen Abfüllung in Flaschen.
Ausgewogenheitist das ausgeglichene, harmonische Verhältnis zwischen Säure und Süße (bei Rotwein auch der Gerbsäure).
AusleseIn Deutschland und Österreich eine Prädikatsweinstufe. Der ausgebaute Wein kann sowohl lieblich, als auch trocken sein. Er wird durch Auslese der Trauben erzielt, die einen hohen Gehalt an Zucker haben.
AussehenBezeichnet das äußere Erscheinungsbild und die Farbe des Weins. Man sagt auch „Kleid“ dazu.
AuxerroisRebsorte aus Lothringen, die für Alsace-Pinot und Alsace-Klevner verwendet wird. Burgundertyp, auch in Baden und an anderen Burgunderstandorten (Ingelheim am Rhein) verbreitet.

## B

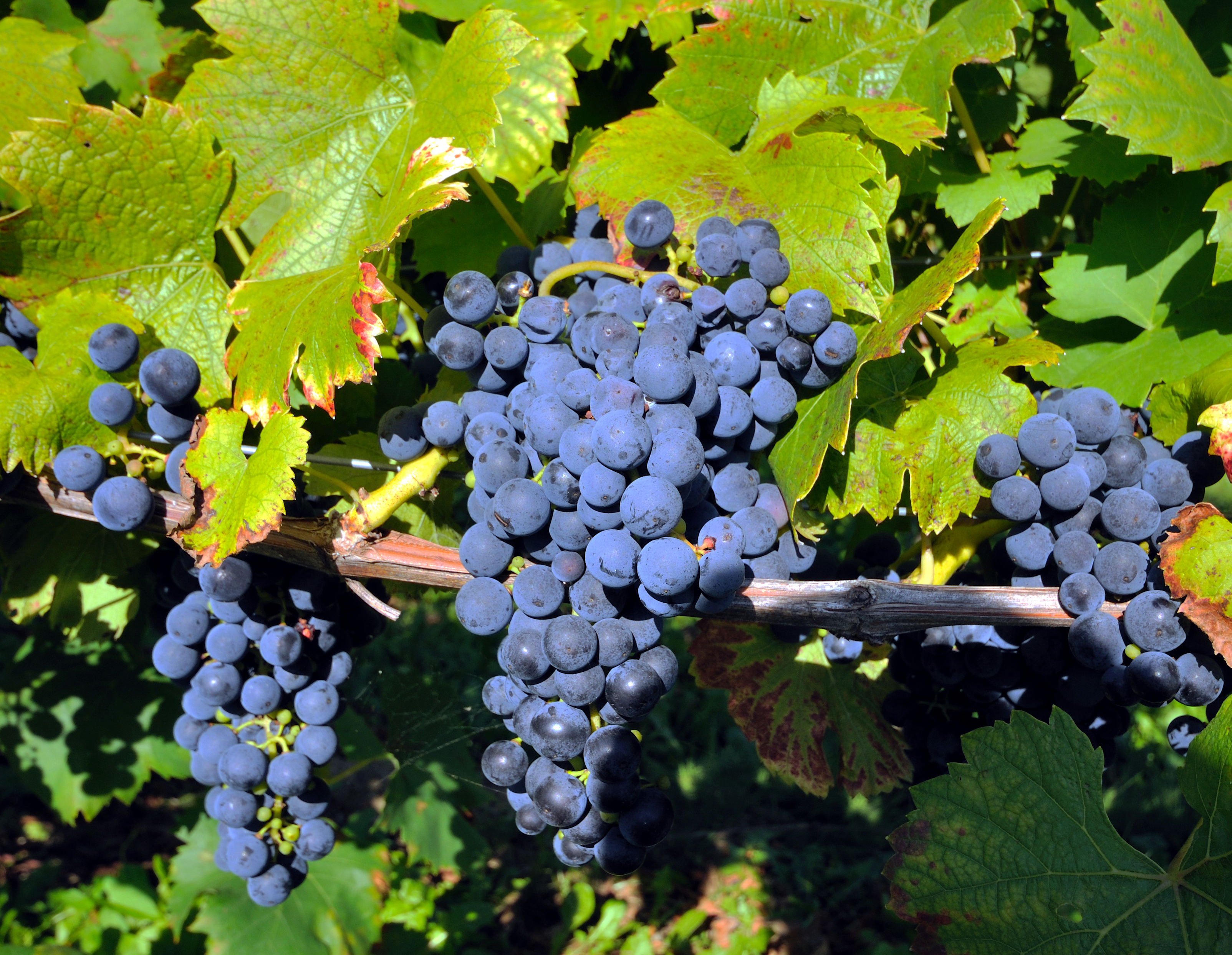
Blauburgunder, Arbst, Schwarzburgunder, Schwarzblauer Klevner, Pinot noir, Pinot nero, Spätes Möhrchen, Süßling oder Süßschwarz sind Synonyme der Sorte Spätburgunder.

balsamischDüfte von Benzoe, Harz, Vanille, Weihrauch und anderem. Der Begriff stammt eigentlich aus der parfümistischen Terminologie.
Ban des vendangesIn Frankreich der amtlich festgelegte Zeitpunkt des Beginns der Weinlese.
Barberaist eine hochwertige, charaktervolle Rebsorte aus dem Piemont.
BaroloWein geschützter Herkunftsbezeichnung aus dem Piemont in Italien, darunter einige renommierte Weine, stets aus der Rebsorte Nebbiolo gekeltert.
BarriqueFassgröße in Bordeaux in der klassischen Form mit einem Inhalt von 225 Litern. Vier Barriques ergaben die Maßeinheit Tonneau. Moderne Fässer dürfen bis zu 350 Liter aufweisen.
 Barrique-AusbauWeinausbau in z. T. besonders behandelten Eichen-Holzfässern, die dem Wein weitere Aromen hinzufügen.
BeerenauslesePrädikat für einen süßen, sehr lagerfähigen Wein. Er wird nur aus einzeln selektierten, überreifen oder edelfaulen Beeren hergestellt.
BernsteinfarbeInfolge einer langen Lagerung nehmen Weißweine oftmals eine bernsteinartige Farbe an. Das kann auch passieren, wenn der Wein vorzeitig oxidiert.
BissWein mit Biss erweckt den Eindruck, als ob man ihn beißen könnte. Ausdruck für einen tannin- und säurereichen, dabei aber auch körperreichen und ausgewogenen Wein.
bitterBitterer Geschmack kommt bei manchen tanninreichen, jungen Weinen oft vor. Kann aber auch ein Weinfehler sein, der von einer bakteriellen Krankheit hervorgerufen wird.
Blanc de BlancsNur aus weißen Trauben hergestellter, weißgekelterter Wein.
Blanc de NoirsAus roten Trauben weißgekelterter Wein.
Blauburgundersiehe Pinot noir
BlaulaugeIndikator zur Säurebestimmung in Weinen.
BlumeBei Weinen häufig verwendetes Synonym für Bukett.
 blumighoher Gehalt an Duftstoffen. Synonym für floral.
Botrytis cinereadie Edelfäule der Trauben verursachender Pilz. Bewirkt durch die Perforierung der Beerenhaut die Konzentrierung des Zuckers in der Beere durch Verdunstung. Bildet die Grundlage für die Herstellung weißer Süßweine.
BourboulencErstklassige Rebsorte, am Mittelmeer beheimatet.
Bratengeruchentsteht durch die Edelfäule bei den Süßweinen. Das Aroma und der Geschmack erinnern an Eingemachtes, selten auch an Konserven.
BruchDurch Oxidation hervorgerufene Trübung des Weins.
BrutHerbe, aber nicht saure Weine, Champagner und Schaumweine mit sehr geringem Zuckergehalt.
Brut zérosiehe Restzucker
Bukett(franz.: Blumenstrauß) Summe aller Duft- und Geschmacksstoffe.
bukettreichbesonders hoher Gehalt an Duftstoffen.

## C
Cabernet FrancDunkle Weintraube. Sie wird im Bordeaux-Gebiet mit Cabernet-Sauvignon und Merlot kombiniert. Liefert gut lagerfähige Weine. Wird auch im Loire-Tal angebaut.
Cabernet SauvignonSehr edle Rotweintraube. Sie dominiert im Médoc und im Graves-Bereich, wird aber auch in anderen Anbaugebieten eingesetzt. Ergibt gut lagerfähige Weine.
CarignanMediterrane, dunkle Rebsorte. Sie liefert sehr kräftige Weine.
CaudalieMaßeinheit für die Dauer des Verweilens der Aromastoffe des Weins im Mund. Entscheidender Faktor für die hierarchische Einsortierung eines Weins.
Cave(franz.: cave f.) Keller, besonders Weinkeller.
Caveau(franz.: caveau m.) Gewölbe, Weinprobierkeller.
Cellier(franz.: cellier m.) Weinkellerei
cep(franz.: cep m., cep de vigne) Rebstock oder Weinstock.
Cépage(franz.: cépage m.) Rebsorte
Chai(franz.: chai m.) Weinlager, ähnlich cellier, Weinkellerei. In Gegenden, wo keine Weinkeller gegraben werden können, muss der Wein in ebenerdigen Gebäuden gelagert werden.
chambrieren(franz.: chambre f., Zimmer): Den Wein auf „Zimmertemperatur“ bringen.
ChaptalisationMethode der Trockenzuckerung von Wein zur Erzielung eines höheren Alkoholgehalts durch Zugabe von Zucker zum Traubensaft oder Most. Benannt nach Jean-Antoine Chaptal.
Chardonnayderzeit eine der weltweit populärsten Weißweintrauben, aus Burgund. In Frankreich zum Beispiel auch in der Franche-Comté und der Champagne, daneben in vielen anderen Ländern angebaut, dabei im großen Stil in Australien und den USA. Sehr gute Alterungsfähigkeit. Eher unspezifischer Geschmack, der sehr mit dem jeweiligen Ausbau variiert. Meist trocken, alkoholreich ausgebaut.
Chartreuse(franz.: chartreuse m.) Kartause, kleines „Château“ aus dem Beginn des 19., möglicherweise auch schon aus dem 18. Jahrhundert, im Bordelais (Kartause). Es gibt auch einen gleichnamigen Likör der Kartäusermönche (OCart).
Chasselasheißt in Frankreich und der Schweiz der Gutedel. Im Schweizer Kanton Wallis wird er Fendant genannt. Weiße Tafeltraube. Wird in einigen Gegenden erfolgreich vinifiziert, da hierbei das Terroir besonders gut hervorkommt.
ChâteauEigentlich (franz.: château m.) Schloss. Der Begriff wird aber gleichzeitig – besonders im Bordelais – für ein Weingut verwendet, auch dann, wenn es sich um einen kleinen Betrieb in bescheidenen Räumlichkeiten handelt.
CheninIm Loiretal weit verbreitete, weiße Traubensorte, die sehr feine, ausgewogene Weine ergibt.
CinsautSehr fruchtige Rotweine hervorbringende Rebsorte. Wird vorwiegend im Mittelmeerraum angebaut (auch Cinsault genannt).
ClairetIn Burgund und im Bordelais erzeugter leichter, fruchtiger Rosé oder Rotwein.
Clairette BlancheAus dem mediterranen Anbaugebiet stammende, weiße Traube, die sehr feine Weine liefert.
ClavelinWeinflasche mit 0,6 l Inhalt und besonderer Form. Ist den Weinen aus dem Jura vorbehalten.
ClimatIn Burgund verwendete Bezeichnung einer Einzellage (Kataster).
ClosBezeichnung für einen Weinberg, der von einer Mauer umschlossen ist, wie zum Beispiel die Grand-Cru-Lage „Clos de Vougeot“ an der Côte de Nuits (Burgund). Gleichzeitig nennt man Grand-Cru-Lagen im Bereich Chablis einfach „les clos“. Wird von manchen Weingütern auch anstatt Domaine oder Château im Namen geführt.
Cordon(franz.: cordon m.) Kordel, Postenkette. Eine Form der Erziehung bei spalierten Reben.
Côtsiehe Malbec
Côte(franz.: côte f.) Küstenlinie, Hang. In der Weinsprache die Hügel oder Hänge in Frankreich.
 Coupage(franz.: coupage m.) Verschnitt. Verschneiden verschiedener Weine. Bedeutet keine generelle Qualitätsminderung, im Französischen jedoch Begriff für den eher geringerwertigen Mischvorgang und dem hochwertigen Assemblage gegenübergestellt.
CourgéeDie fruchttragende Ranke wird bogenförmig an das Spalier angebunden. Im Mâconnais wird dafür der Ausdruck Queue verwendet.
CrémantSchaumwein oder Sekt in Frankreich mit weniger Kohlensäuredruck und deshalb leichterem Schaum. Die Flaschengärung ist dabei obligatorisch.
Cru(franz.: cru m.) Weingebiet. Suggeriert die Vorstellung, dass der entsprechende Wein von einem engen, genau festgelegten Weinbaugebiet stammt. Es kann sich aber auch um die Bezeichnung der ganzen Lage handeln.
CruoverIst ein geschütztes Warenzeichen und bezeichnet eine Technik, mit der der Inhalt einer geöffneten Weinflasche mittels Stickstoff (Inertgas) aufbewahrt werden kann.
Cuvage(franz.: cuvage m.) Gärung. Bezeichnet das Fasslager im Keller.
Cuve(franz.: cuve f.) Bottich, Fass, Gärtank, Gärbottich.
Cuvée(franz.: cuvée f.) Gärbehälterinhalt, Bottich. Mischungsergebnis (Prozess: Assemblage) verschiedener Weine oder Moste gleicher oder auch verschiedener Traubensorten von stets gleichem Ursprung. Bei der Champagnerherstellung Begriff für den milden Most des ersten Pressvorgangs.

## D
degorgierenEntfernen des Hefebodensatzes beim Sekt oder Champagner, der sich während der zweiten Gärung abgesetzt hat. Durch die besondere Lagerung der Flaschen (fast auf dem Kopf) und durch das „Rütteln“ setzt sich die Hefe im Flaschenhals ab.
DekanterBauchige Karaffe, die dem Wein eine sehr große Oberfläche bietet. Durch den Kontakt mit der Luft entfalten ältere Rotweine leichter ihr ganzes Aromaspektrum. Auch: Ein besonders geformter Trichter mit einem Sieb. Durch ihn wird der Wein aus der Flasche vorsichtig in die Karaffe umgegossen, um ihn vom Depot zu trennen. Technisch: Horizontalzentrifuge zur Entsaftung von Traubenmaische.
dekantieren
Demi-secBei Schaumweinen die Bezeichnung für eine halbtrockene Geschmacksrichtung. Entspricht einem Gehalt von 35 und 50 g Zucker pro Liter.
DepotVorwiegend bei Rotweinen, seltener bei Weißweinen, lagern sich durch die Alterung in der Flasche feste Bestandteile ab, die vor dem Trinken entfernt werden müssen. Es handelt sich aber nicht um einen Weinfehler. siehe Dekantieren
dickwird ein Wein genannt, der sehr farbintensiv ist und einen Eindruck von Dichte und Schwere vermittelt.
D.O.Denominación de Origén ist eine Ursprungsbezeichnung für spanischen Wein. Entspricht etwa der französischen A.O.C.
D.O.C.Denominazione di Origine Controllata ist eine Ursprungsbezeichnung für italienischen Wein. Damit werden über 350 Denominationen kontrolliert. Entspricht in etwa der französischen A.O.C.
D.O.Ca.Denominación de Origén Calificada ist die höchste Qualifizierung für spanischen Wein. Nur zugelassen für Rioja und Priorat
D.O.C.G.Denominazione di Origine Controllata e Garantita ist die höchste italienische Klassifizierung für Wein. Zurzeit umfasst sie 73 Weine.
DosageNach dem Degorgieren des Schaumweins oder Champagners wird die Flasche mit so genanntem Tirage-Likör aufgefüllt. Dabei handelt es sich um eine Mischung aus Zucker und Wein, die den Süßegrad des Produkts festlegt.
Douxsiehe süß
DuftSynonym für Geruch.
duftigmit feinem Bukett.
dünnwässrig

## E

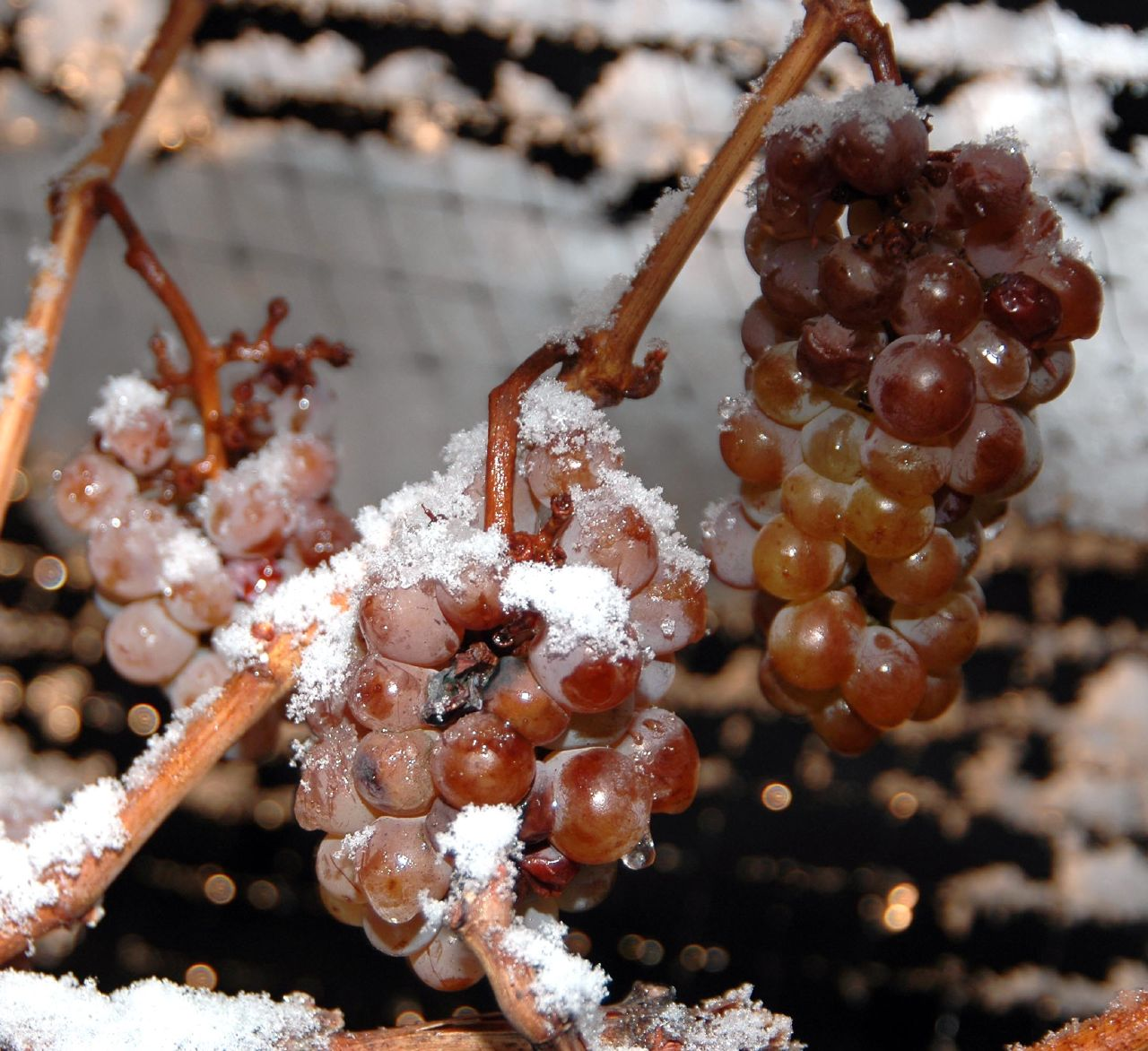
Eiswein ist eine hochwertige, edelsüße Weinspezialität. Sie wird aus gefrorenen Trauben hergestellt.

Edelfäulesiehe Botrytis
 edelsüßsind Weine, die aus eingetrockneten Beeren mit sehr hohem Fruchtzuckergehalt gekeltert sind. Die Trocknung erfolgt teilweise bereits am Rebstock oder aber durch Lagerung auf Strohmatten.
EisweinDie zu kelternden Trauben werden nachts bei Frost von mindestens minus 7 °C geerntet und sofort verarbeitet. Der Wasseranteil gefriert, dadurch wird der Rest aufkonzentriert.
entrappensiehe auch abbeeren
ErzeugerabfüllungDer Erzeuger der Trauben keltert den Wein und füllt ihn auch selbst auf Flaschen. Siehe auch Gutsabfüllung
ErziehungssystemUnter einem Erziehungssystem im Weinbau versteht man ein charakteristisches Stockgerüst aus altem Holz, wobei die Pflanzentfernung, das Unterstützungsgerüst (Stecken, Pfähle (Stickel), Spanndrähte u. a.) und der Schnitt des einjährigen Holzes mitentscheidend (Schnittlänge, Anordnung, Formierung) sind.
EssigstichWeinkrankheit, die durch Mikroorganismen hervorgerufen wird. Bewirkt einen sauren Wein.
ExtraktUnter Extrakt im Wein versteht man die Summe der nichtflüchtigen Inhaltsstoffe. Der zuckerfreie Extrakt wiegt in der Regel 18 bis 30 g pro Liter, bei Auslesen und Süßweinen sogar bis zu 100 g pro Liter. Extrakt und Körper sind nicht dasselbe. Die Höhe des Extraktgehaltes hängt ab von der Traubensorte, vom Ertrag pro Hektar, aber auch vom Klima, der Niederschlagsmenge und der Bodenart. Rotwein hat dank größerem Phenolgehalt normalerweise mehr Extrakt als Weißwein. Sehr alte Weine „verlieren“ an Extrakt, welcher als Bodensatz (Depot) ausfällt.

## F
FederspielWein aus der Wachau, die Qualität ist mit dem deutschen Kabinett vergleichbar.
FehlerVeränderungen des Weines, die nicht auf biologische Ursachen (wie eine Verunreinigung durch Bakterien oder ähnlichem) zurückzuführen sind, sondern auf den Kontakt mit Sauerstoff oder Materialien, die Düfte abgegeben haben (zum Beispiel Korken) oder aber Licht beziehungsweise hohen Temperaturen ausgesetzt waren.
feinherbGeschmacksangabe
fettSynonym zu „ölig“.
FeuersteinDer Geruch von Feuerstein findet sich besonders oft bei Weißweinen aus der Gegend um Pouilly-sur-Loire, zum Beispiel Pouilly-Fumé.
feurigwird ein alkoholreicher Wein genannt, der nicht müde macht und (bei moderatem Genuss) nicht so rasch berauscht. Er wird auch wärmend genannt.
FilletteFlasche mit 0,35 l, vorwiegend im Loiretal benutzt.
Filterschockdurch Filtration hervorgerufene Geschmackseinbußen des Weins. Bei einigen Filterungsverfahren kommt der zu klärende Wein mehr oder weniger stark mit Luftsauerstoff in Berührung, was Geschmacksstoffe oxidieren und somit zu einem „stumpfen“, weniger komplexen Geschmacksbild führen kann. Freie Schweflige Säure im Wein kann dies jedoch mit zunehmender Lagerung wieder rückgängig machen.
FiltrationMechanische Klärung des Weins, bei der Trubstoffe entfernt werden.
Finalesiehe Abgang.
FinesseQualitätsbegriff für einen eleganten, fein strukturierten Wein.
FleischGefühl von Fülle und Dichte, die ein Wein im Mund hinterlässt.
Folle Blancheweiße Rebsorte, auch Gros Plant genannt. Ergibt einen spritzigen Weißwein.
Foudre(franz.) sehr großes Fass mit 2.000 bis 3.000 Liter Inhalt (oft noch mehr). Das deutsche Fuder fasst 1.000 Liter.
frischWein dessen Geschmack mittels fruchtiger Aromen, Fruchtsäuren oder gelöstem Kohlendioxid ein anregendes Gefühl vermittelt.
FrizzanteItalienischer Perlwein. Hat weniger Kohlensäuredruck als Sekt.
 fruchtigDuft und Geschmack wie frisches Obst (besonders bei jungen Weinen).
FruchtsüßeBei aufgespriteten Weinen, wie etwa süßen Sherrys, Portweinen, Madeiras, Rivesaltes oder Banyuls, aber auch bei Spätlesen, Auslesen, Beerenauslesen und Trockenbeerenauslesen muss die Restsüße eindeutig höher sein als bei halbtrockenen Weinen.
fuchsigGeruch, der bestimmten Weinen aus Hybridsorten anhaftet. Man sagt, dass er „wie Fuchs und Wanze“ riecht.

## G
GamayRote Traubensorte, die sehr verbreitet ist. Standard-Traubensorte für die Herstellung des Beaujolais, wird im Beaujolais fast ausschließlich angebaut.
GärungDurch die Wirkung der Hefe entstehender Prozess, der den Zucker des Traubensaftes oder Mostes zu Alkohol umwandelt. Nach Joseph Louis Gay-Lussac wird ein Teil Zucker zu zwei Teilen Ethanol, zwei Teilen Kohlendioxid und Wärme zerlegt.
Gärzeitbestimmt die Intensität der Farbe und den Tanningehalt bei den Rotweinen.
gefälligAusdruck für fruchtigen, frischen Wein
GerbstoffhaltigEin umfangreicher Tanningehalt lässt das Gefühl einer leichten bis mittleren Adstringenz aufkommen.
GeruchDer Geruch eines Weins hängt von vielen Faktoren ab und kann große Unterschiede zeigen. Mit der Nase nimmt man die unterschiedlichsten Düfte, zum Beispiel Blumen oder Früchte, Holz oder Lakritz, Wildbret oder Geräuchertes auf. Sogar der Geruch abgefahrener Autoreifen ist schon beschrieben worden. siehe Dr. Fischer (DLR Neustadt) Aromarad.
GeschmackDie Summe aller Merkmale, die bei der Verkostung im Mund wahrgenommen werden.
geschmeidignennt man einen Wein, bei dem die Milde gegenüber der Adstringenz dominiert.
Gewürztraminerrosafarbene, sehr aromatische Weißwein-Traubensorte.
GlanzhellHat der Wein eine Filtration durchlaufen, in der alle Organismen abgeschieden wurden (Feinfiltration) ist er Glanzhell. Der Name kommt von dem goldenen oder rubinfarbenen Glanz den ein solcher Wein zeigt. Die Vorstufe von Glanzhell ist Kellerhell.
glattBezeichnung für einen geschmacklich zwar fehlerfreien, aber mit wenig individuellen Geschmacksnoten ausgestatteten Wein.
GlycerinMehrwertiger Alkohol, leicht süßlich, entsteht bei der Vergärung des Mostes und bewirkt die Öligkeit des Weins.
GobeletArt des Rebenschnitts. Der Stock sieht aus wie ein umgestülpter Becher.´
Gran ReservaQualitätsbezeichnung für Weine aus Spanien. Sie müssen mindestens fünf Jahre alt sein und davon zwei Jahre im Holzfass gelagert worden sein.
Grand Cruist eine Weinklassifizierung in Frankreich und bedeutet Großes Gewächs. In Burgund ist es die höchste Qualitätsstufe einer bestimmten Lage; im Bordelais ist die Bezeichnung Grand Cru Classé auf ein bestimmtes Château bezogen.
grasigGeschmacksnote von Wein, welcher aus unzureichend ausgereiftem Lesegut hergestellt wurde und somit vermehrt Verbindungen wie Äpfelsäure und unreife Tannine enthält.
Grauburgunder(ital.: Pinot Grigio) rötliche Rebsorte, aber meist für Weißweine verwandt. In einigen Ländern Europas, auch in der Neuen Welt angebaut. Liefert säurearme, aber körperreiche Weine.
GravesWeinbaugebiet im Médoc. Aber auch ein Boden mit hoher Durchlässigkeit, der für den Anbau hochklassiger Weine bestens geeignet ist.
GrenacheRotweintraube in Südfrankreich und Spanien. Ergibt feurige Weine. Synonym Garnacha.
Gros Plantsiehe Folle Blanche
Grüner WeinSaurer, noch unreifer Wein. In anderen Ländern wird auch „junger Wein“ so bezeichnet.
GrünleseErtragsreduktion, bei der schwach oder schlecht ausgebildete Reben vor der Läuterung, also während sie noch „grün“ sind, vom Rebstock entfernt werden. Dies kann bei den verbleibenden ausreifenden Reben vor allem zu einem verbesserten Extraktgehalt, aber auch zu einem höheren Mostgewicht und einem geringeren Gesamtsäuregehalt führen.

## H
halbtrockenGeschmacksangabe, siehe auch „trocken“, „süss“ oder „lieblich“
harmonischgut abgestimmtes Verhältnis der Inhaltsstoffe, insbesondere von Süße zu Säure/Bitterkeit und von Tanninen zu Alkohol/Glycerin.
hartzu gerbstoffreich.
HefeSaccharomyces. Sehr kleiner, einzelliger Zuckerpilz, er bewirkt die alkoholische Gärung des Mostes.
HerabstufungIn Frankreich: Verlust des Anspruchs, die Herkunftsbezeichnung A.O.C. führen zu können. Der Wein kann nur noch als Tafelwein verkauft werden. In Deutschland kann ein Wein, der geradeso über einer Oechsle-Grenze liegt, auf die nächst untere abgestuft werden, um dem Qualitätsanspruch eines Weingutes gerecht zu werden.
HerbheitDurch einen hohen Gerbstoffgehalt des Weins wird eine raue Geschmacksempfindung hervorgerufen.
HochgewächsQualitätsstufe für den Riesling. Seit 1987 im Weingesetz verankert. Qualitativ liegt er zwischen dem Q. b. A. und dem Kabinett. Dieser Begriff hat nichts mit der Erziehungsform der Reben zu tun.
HochkulturEin besonderer Rebschnitt lässt den Weinstock in die Höhe wachsen. In Deutschland kombiniert mit Drahtrahmen oder Stockerziehung.
HybridenNeue Rebsorten, die durch Kreuzung zweier verschiedener Rebenspezies (Urformen der Rebsorten wie Vitis vinifera, Vitis berlandieri, …) im Gegensatz zu Kreuzungen zwischen zwei Sorten derselben Spezies entstehen. Hybridreben werden auch als interspezifische Kreuzungen bezeichnet.

## I
I.G.T.Indicazione Geografica Tipica. In Italien wurde diese Bezeichnung 1995 für Landweine aus bestimmten Anbaugebieten eingeführt. Die Qualität liegt zwischen einfachen Tafelweinen und D.O.C.-Weinen.
ImpérialeFlasche mit achtfachem Inhalt, also sechs Liter.
I.N.A.O.Abkürzung für Institut national de l’origine et de la qualité. In Frankreich das nationale Institut, das die Einhaltung der Erzeugungsbedingungen für A.O.C.-Weine überwacht.
I.T.V.Abkürzung für Institut Technique de la Vigne et du Vin. In Frankreich eine Organisation, die sich mit der Technik der Vinifikation (Weinbereitung), der Weinforschung und der Versuchszucht von Traubensorten befasst.

## J
JahrgangDas Jahr der Ernte des Weins. Es sollte bei hochklassigen Weinen auf dem Hauptetikett angegeben sein. Häufig wird es aber auch auf einem kleineren Halsetikett oder dem Rückenetikett angegeben.
JeroboamBezeichnung für eine Flasche mit drei Litern Inhalt, also der Kapazität von vier normalen Flaschen.
jungnennt man einen Wein, der seinen Höhepunkt schon ein Jahr nach der Ernte erreicht hat.

## K
KahmSchaler Geschmack und ein weißlicher Schleier sind die Symptome dieser Weinkrankheit, die von Kahmhefen (obergärig) verursacht wird.
Kellerhellso wird ein Wein bezeichnet, der von der Hefe durch Abstich getrennt wurde und eine erste grobe Filtration durchlaufen hat. Die Trübung eines kellerhellen Weines ist nur in hellem Durchlicht zu erkennen, es fehlt noch der Glanz. Hat der Wein zusätzlich eine Feinfiltration durchlaufen, in der alle Organismen abgeschieden wurden, ist er Glanzhell.
KelternDie Weintrauben werden zum Platzen gebracht, damit der Saft auslaufen kann. Geschieht in der Regel in einer Presse, kann aber auch durch das Eigengewicht der Beeren eingeleitet werden.
KirchenfensterDer im Glas geschwenkte Wein hinterlässt Schlieren auf der Glasinnenseite, hervorgerufen durch hohen Glycerin-, Restzucker- und sonstigen Extraktgehalt. Dieser Effekt wird auch Träne genannt. Alkoholreiche Weine erzeugen stärkere Tränen und spitzbogige (gotische) Kirchenfenster, alkoholarme Weine schwächere Tränen und rundbogige (romanische) Kirchenfenster.
Klarett (auch Clarett)Früher die Bezeichnung für einen „durch Aufguß von Gewürzen bereiteter und mit Zucker versüßter Wein“ (Meyers Konversationslexikon von 1888). Bis 1995 in Österreich synonym für Rosé verwendete Bezeichnung, die zwischenzeitlich verboten ist, weil Clairet (und ähnliche Bezeichnungen) als traditioneller Begriff Frankreich vorbehalten und geschützt ist.
KlärungEine Sammelbezeichnung für die Entfernung unerwünschter Inhaltsstoffe während des Ausbaus, die den Geschmack und die Klarheit des Weins beeinträchtigen können. So werden etwa Eisentrübungen und Eiweißtrübungen durch verschiedene Fällungsmethoden entfernt. Beispiele für Schönungsmittel sind Bentonit (eine Tonerde zur Eiweißschönung), Gelatine oder Hausenblase (Schwimmblase des Störs) aber auch Kaliumhexacyanoferrat(II) (Blauschönung, Dosierung und Nachkontrolle werden durch Lebensmittelchemiker amtlich kontrolliert). Ebenfalls gebräuchlich, besonders in frühen Phasen der Klärung, ist die Selbstklärung, bei welcher im ruhenden Wein Trubstoffe ohne weitere Hilfsmittel von selbst zu Boden sinken. Dies ist die schonendste Klärungsmethode, welche jedoch oft allein nicht ausreicht.
Kleid(auch: Aussehen) Bezeichnet das äußere Erscheinungsbild und die Farbe des Weins.
KleinSchmeckt ein Wein „klein“, dann hat er wenig geschmacksbildendes Aroma. Dies kann verursacht sein durch minderwertiges Lesegut und/oder einen schlechten phänologischen Reifegrad, sowie andererseits z. B. durch Überschwefeln oder Weinfehler und Weinkrankheiten.
KlonUngeschlechtliche Fortpflanzung durch Vermehrung, beispielsweise mit Stecklingen oder durch Veredelung.
KohlensäuremaischungDieses Verfahren wird überwiegend zur Herstellung von Primeurweinen angewendet. Bevor die geernteten, unverletzten Trauben in den Gärbehälter gefüllt werden, wird dieser mit Kohlendioxid gefüllt.
 komplex (Komplexität)wird ein höherwertiger Wein genannt, der viele verschiedene Duftkomponenten zeigt; oft als Ergebnis schwachen Sauerstoffzutritts während des Ausbaus. Synonym zu „vielschichtig“.
Körperist die geschmackliche Dichte und Beschaffenheit (auch: Fleisch) eines Weins und durch Alkohol-, Zucker- und Extraktgehalt geprägt.
krautigbezeichnet (etwas abfällig) einen Wein, dessen Aroma an verschiedene Kräuter erinnert.
kurzohne länger andauernde Geschmacksempfindungen, kein Abgang.
kvevrisiehe Quevri.

## L
Lagegeographischer Anbauort, Standort des Weinbergs.
LagerfähigkeitZeitraum, über den besonders Rotweine in der Flasche gelagert werden können und ggf. auch sollten, um ihren optimalen Geschmack zu erzielen. Siehe auch Flaschenlagerung.
langBezeichnung für einen Wein, der einen langanhaltenden guten Geschmackseindruck beim Abgang im Mund hinterlässt. Siehe auch Caudalies
lebendignennt man einen leichten, frischen Wein, bei dem die Säure leicht, aber angenehm, dominiert.
leichtwird ein ausgewogener, angenehmer Wein mit einfachem Körper und eher blasser Farbe genannt. Sollte bald getrunken werden.
LeseKurzform für die Traubenlese, auch Weinlese, bezeichnet im Weinbau die Ernte der Weintrauben.
lesenVerbform für die Traubenlese, auch Weinlese, bezeichnet im Weinbau die Ernte der Weintrauben.
lieblichGeschmacksangabe für einen Wein, der weniger säurebetont, sondern eher leicht süßlich schmeckt. Siehe auch „süss“, „halbtrocken“ oder „trocken“.
LiquoreuxZuckerreicher Weißwein, der seinen etwas eigentümlichen Geschmack dadurch erhalten hat, dass sich auf den Trauben die Edelfäule gebildet hat.

## M
MacabéoVorwiegend im Roussillon angebaute, weiße Traubensorte. Ergibt, selbst wenn noch jung, einen angenehmen Wein.
Macération carboniquesiehe Kohlensäuremaischung
MacvinEin ausschließlich im Jura erzeugter Likörwein, der aus zwei Dritteln Traubenmost und einem Drittel Marc (Tresterbrandwein) besteht und ca. 18 Prozent Alkohol hat (siehe z. B. Arbois)
madeirösDurch die Alterung des Weins angenommene Bernsteinfarbe, dazu ein leichter Madeira-Geschmack. Siehe hierzu Madeirisierung.
MagnumFlasche mit doppeltem Inhalt, also 1,5 Liter.
MaischegärungWährend des Gärvorgangs bleiben die festen Bestandteile des Leseguts im Gärbehälter.
Maischehut (Tresterhut)Durch die Bildung von Gärungsgasen (v. a. Kohlendioxid) perlen Luftblasen aus dem Wein aus und verleihen festen Maischebestandteilen im Gärgefäß Auftrieb, sodass sie sich oben auf dem Weinansatz sammeln und verfestigen. Der Maischehut wird vom Winzer während der Gärung regelmäßig mit einem Rührstab aufgebrochen um sicherzugehen, dass alle erwünschten Inhaltsstoffe der Maische in den Wein übergehen.
MalbecRote Traubensorte im Bordelais, wird in einigen Gegenden aber auch Côt genannt.
Malolaktische Gärungwird auch fälschlich als zweite Gärung bezeichnet. Dabei wird die Äpfelsäure in Kohlendioxid und Milchsäure umgebaut. Der Wein verliert dabei etwas vom säuerlichen Geschmack, da Milchsäure milder als Äpfelsäure ist.
MansengWeiße Rebsorten im Jurançon. Zwei Sorten: Gros Manseng und Petit Manseng.
MarsanneWeiße Traubensorte, wird vorwiegend in der Hermitage angebaut.
MauzacVorwiegend im Languedoc und bei Toulouse angebaute, weiße Traubensorte. Lässt einen feinen, aber nur wenig lagerfähigen Wein entstehen. Gut geeignet für Traubenbrand.
MehltauSchmarotzerpilz, der die grünen Pflanzenteile des Rebstocks befällt. Es gibt zwei Hauptarten, den Echten Mehltau und den Falschen Mehltau.
MelonWeiße Rebsorte in Burgund, sie wird an der Loiremündung als Muscadet bezeichnet.
MerlotDunkelrote Traubensorte. Aus ihr werden kräftige Rotweine erzeugt, sie wird aber auch im gesamten Bordelais mit anderen Traubensorten vermischt.
MethusalemFlasche mit 6 l Fassungsvermögen.
MeunierSchwarzriesling oder Müllerrebe. Rote Traubensorte, stammt vom Pinot ab. Grundsorte für Champagner.
MilchsäureEntsteht zusammen mit Kohlendioxid bei der Malolaktischen Gärung.
mildGeschmacksangabe
MillésimeIn Frankreich die Bezeichnung für Jahrgang.
mise en bouteillesFlaschenabfüllung.
MostSaft, der in den Trauben enthalten ist. Auch Bezeichnung für den Presssaft vor Beginn der Gärung.
MostgewichtEin Maß für den Anteil gelöster Stoffe im Traubenmost (Traubensaft). Wird mit der Mostwaage gemessen und in Grad Öchsle angegeben.
MourvèdreDunkle Traubensorte, hauptsächlich in der Provence angebaut. Ergibt feine, sehr gut lagerfähige Weine.
MousseuxDas Prickeln der Schaumweine, die in den Qualitätsbereich V.Q.P.R.D. gehören.
müdeist ein Wein, dem Geschmack und Duft oder auch Frische fehlt. Auch zum Beispiel nach einem Transport oder größeren Temperaturschwankungen: Er benötigt Zeit und Ruhe, um sein gewohntes Gleichgewicht wieder zu erlangen.
MuscadelleWeiße Traubensorte. Im Bordelais wird sie zusammen mit den Sorten Sauvignon Blanc oder Sémillon verarbeitet.
MuscadetVorwiegend an der Loire angebaute Weißweinsorte. Ergibt einen frischen, fruchtigen Wein.
MuscatSammelbegriff, unter dem alle Traubensorten zusammengefasst sind, aus denen sowohl die teilweise sehr trockenen Weißweine als auch die würzigen Dessertweine gekeltert werden. Hauptsächlich wird Muscat im Languedoc-Roussillon angebaut. → Muskateller
Mutage (frz.)Durch Zusatz von Alkohol wird die alkoholische Gärung des Mostes gestoppt. Das Verfahren wird teilweise in Frankreich angewandt, in Deutschland ist es unzulässig.

## N
NachdruckWein aus der letzten Pressung. Er darf nicht in die Cuvées für die Champagnerherstellung eingebracht werden.
NachhaltigkeitDie lange Wahrnehmung der Eigenschaften eines Weins, wie Aroma und Geschmack, nach dem Schlucken oder Spucken.
NebbioloRote Rebsorte, vor allem in Norditalien kultiviert. Liefert meist tiefrote, tanninreiche Weine.
NebukadnezarBezeichnung für eine Flasche mit zwanzigfachem Inhalt von Normalflaschen, also 15 Liter.
Négocein Frankreich der Weinhandel mit all seinen verschiedenen Berufszweigen.
Négociant-EleveurWeinhändler in Frankreich, der nicht nur mit Wein handelt, sondern auch jungen Wein kauft, um ihn auszubauen und lagert, bis er reif zur Abfüllung auf Flaschen ist.
 Négociant-Manipulantin der Champagne in Frankreich ein Weinhändler, der geerntete Trauben von anderen Weingütern aufkauft, um daraus selbst eine eigene Champagner-Cuvée herzustellen. Siehe auch: Récoltant-Manipulant.
Negroamaro / Negro AmaroRote Rebsorte, fast ausschließlich in Süditalien kultiviert. Liefert körperreiche Weine.
Nero d’AvolaEdle rote Rebsorte, die vor allem in Sizilien angebaut wird und tanninreiche, lagerungsfähige Weine liefert.
nervigist ein Wein, wenn er mit einem angemessenen Säuregehalt und seinen anderen guten Eigenschaften den Mund reizt.
NielluccioRote Rebsorte Sangiovese, die unter diesem Namen vor allem auf Korsika angebaut wird. Er liefert Weine mit langer Lagerfähigkeit und sehr hoher Qualität. Besonders hervorzuheben ist der Patrimonio.
Nouveauist in Frankreich eine Bezeichnung für den Wein der letzten Ernte, siehe Jungwein

## O
OechsleMaßeinheit für das Mostgewicht des Weins. Sie ist vor allem in Deutschland, der Schweiz und Luxemburg gebräuchlich.
O.I.V.Die Abkürzung für Office International de la Vigne et du Vin. Dieses Internationale Weinbüro befasst sich mit Fragen der Technik, der Wirtschaft und der Wissenschaft rund um den Weinbau.
 öligEin Wein, der sich „anschmiegsam“, „weich“ und „fettig“ gibt, trägt diese Bezeichnung.
O.N.I.VINSIn Frankreich die Abkürzung für Office National Interprofessionnel des Vins. Diese Weinanstalt ist die Nachfolgeorganisation der ehemaligen O.N.I.V.I.T., sie reguliert und steuert den französischen Weinmarkt und vertritt alle Berufsgruppen der Weinerzeugung und -vermarktung.
ÖnologieDie Wissenschaft vom Weinanbau und der Weinerzeugung
Önologin/ÖnologeAbsolventin/Absolvent einer Weinbauschule. Hochqualifizierte Fachkraft, die alle Bereiche des Weinanbaus und der Weinbereitung vom Weinberg bis zur Abfüllung in die Flasche fachlich begleitet.
opak(Adj. zu Opazität) Bei Rotweinen für einen tief-roten, wenig Licht durchlassenden Wein. Sagt nicht unbedingt etwas über Qualität des Weins aus.
OxidationVeränderungen von Bukett (siehe auch komplex) und Wein-Farbe unter Zutritt von Luftsauerstoff. Als Mikro-Oxidation beim Ausbau zum Teil bewusst herbeigeführt. In größerem Maße und nach der überwiegenden Weinbautradition der Neuen Welt allerdings unerwünscht. Rotwein zeigt oft eine Farbverschiebung nach Rostbraun (siehe ziegelrot), in Frankreich sagt man dazu auch pelure d’oignon (Zwiebelschale), Weißwein nach orangegelb.

## P

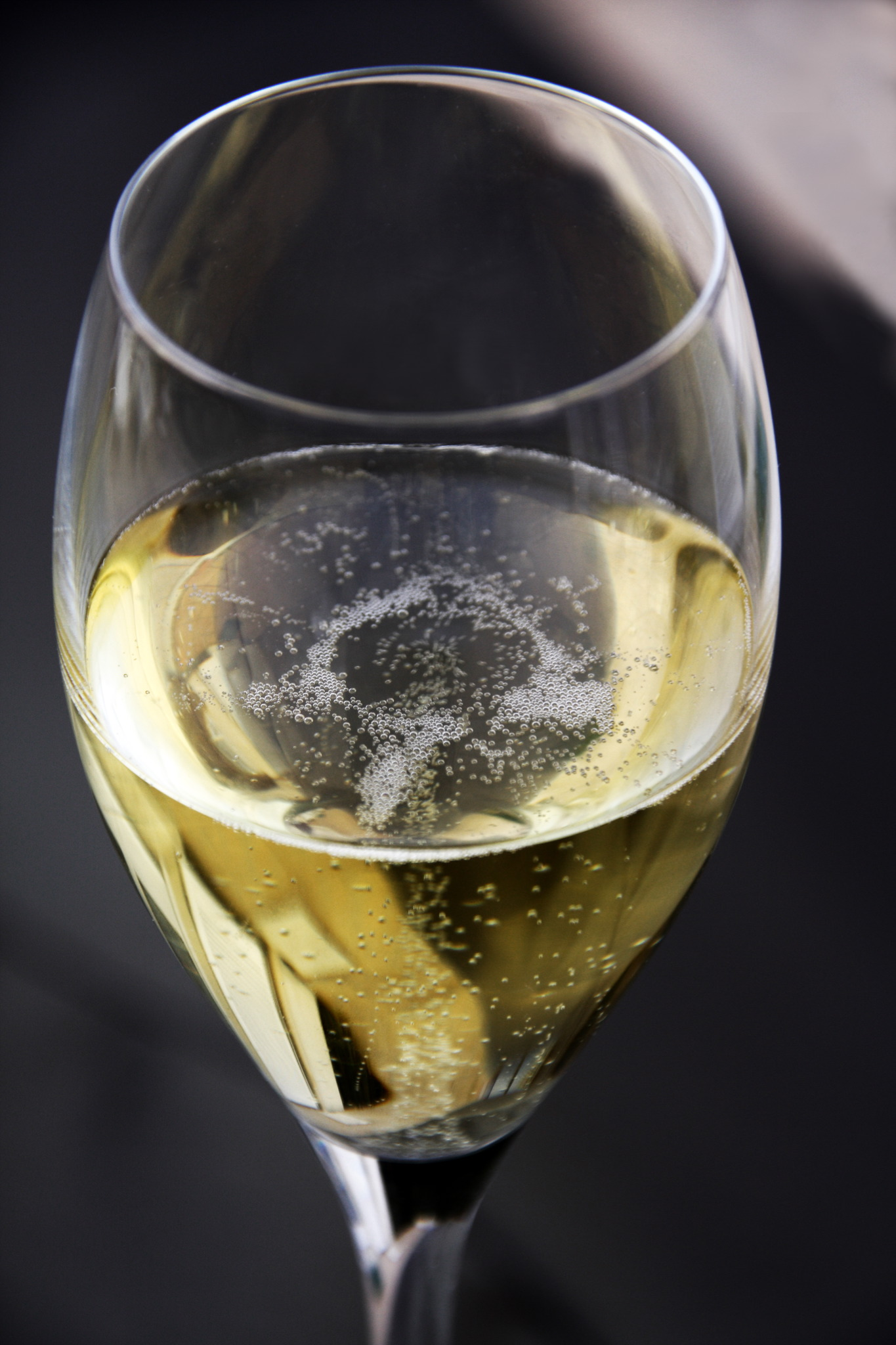
Die Perlage eines Schaumweins.

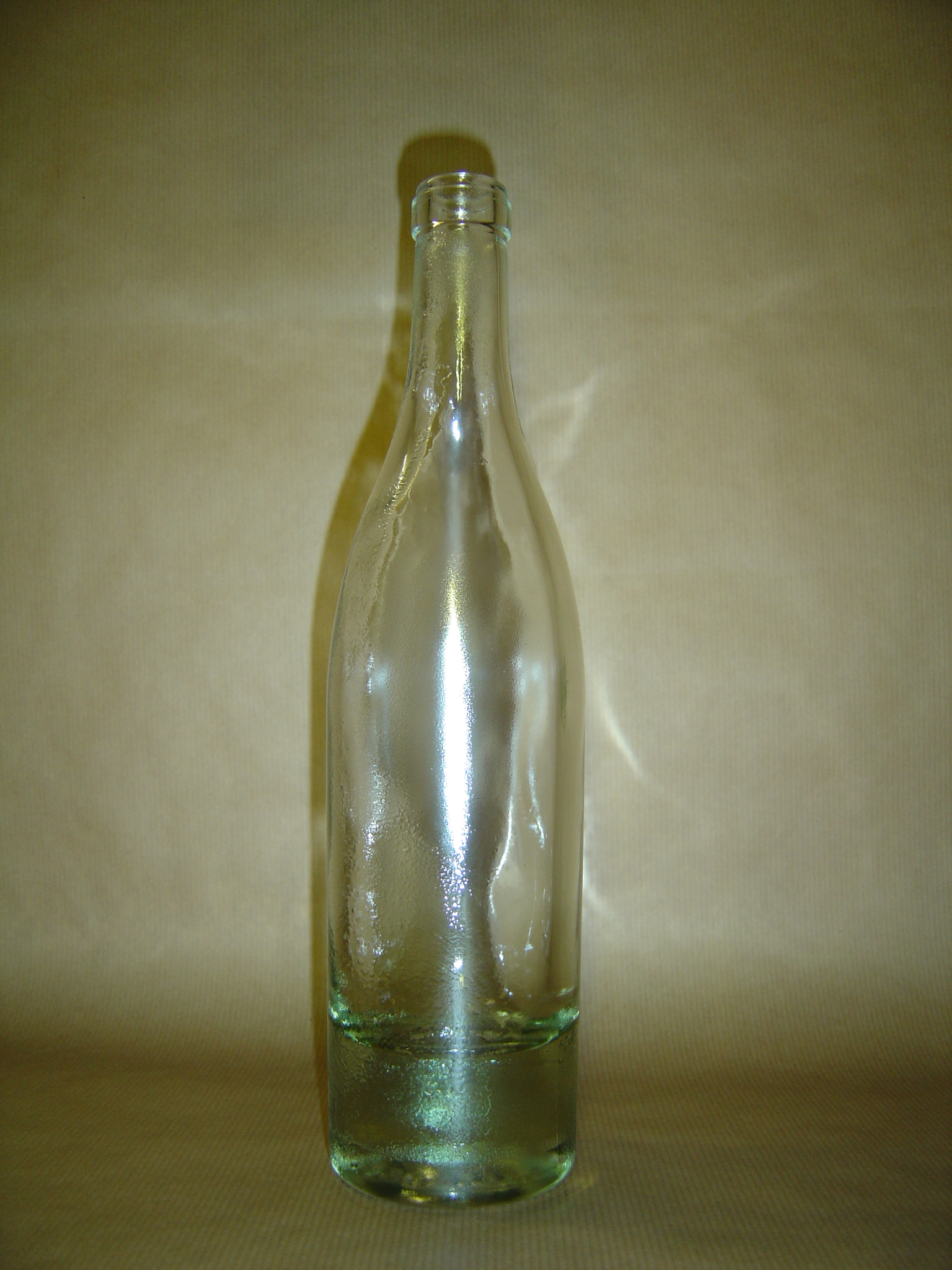
Pot Lyonnais

pasteurisierenDer französische Wissenschaftler Louis Pasteur entwickelte die Keimfreimachung, auch Sterilisation durch Hitzeeinwirkung.
PerlageDer Begriff bezeichnet die winzigen Kohlensäurebläschen des Schaumweins. Gute Qualitäten haben eine feine, lang anhaltende Perlage.
Perlweindiese Bezeichnung trägt ein Wein mit wesentlich weniger Kohlensäuredruck und Schaumentwicklung als beim Schaumwein. Die bekannteste Marke ist Keller Geister.
Petit VerdotIm Bordelais werden Merlottrauben und Cabernettrauben vereinzelt mit dieser Traubensorte ergänzt.
petrolig, PetroltonAromakomponente, die an Kohlenwasserstoffverbindungen wie Teer oder Petroleum erinnert. Entwickelt sich vor allem bei manchen älteren Weißweinen. Soweit nicht zu herausstechend wird sie von manchen geschätzt.
Pfahlkultursiehe Stockkultur
pichetKrug zum Ausschank von Fassweinen von 0,25 bis 1 Liter. Beim Apfelwein in Hessen Bembel genannt.
PièceWeinmaß. Fassinhalt: im Beaujolais bei einfachem Beaujolais 216 l; beim Beaujolais-Villages 215 l und bei den zehn Crus 214 l. In Burgund 216 l oder 228 l.
Pineauaufgespriteter Dessertwein, wird überwiegend in der Charente in Frankreich hergestellt.
Pinot blancsiehe Weißer Burgunder.
 Pinot noirSpätburgunder, ital.: Pinot negro. Wichtigste dunkle Traubensorte in Burgund. Die daraus gewonnenen Weine treten durch besonders lange Lagerfähigkeit hervor, haben aber verhältnismäßig wenig Farbintensität. In der Champagne werden daraus weiße Champagner gemacht.
Pot LyonnaisEine besondere Servierflasche im Beaujolais. Diese Servierflasche besitzt einen besonders dicken Glasboden, der es ermöglicht, den Wein auf dem Tisch länger kühl zu halten. Dafür wird die Flasche vorher im Eisfach gekühlt.
PrädikatsweinIn Deutschland und Österreich ist das die Klassifizierung für natursüße, also nicht angereicherte Weine.
Premier CruIst in Burgund die zweithöchste Qualitätsstufe.
Prémier Grand Cru ClasséIst im Bordelais die höchste Einstufung eines Château nach der Klassifizierung von 1855. Derzeit tragen fünf Schlösser diesen Titel.
PrimeurDer junge, bzw. der erste Wein des Erntejahres. Ab dem dritten Donnerstag im November darf der junge Wein des Beaujolais verkauft werden. Der Beaujolais-Primeur ist inzwischen zu einem Kult auf der ganzen Welt geworden.
Prise de mousseübersetzt aus dem Französischen: Bildung des Schaums. Die zweite Gärung die die Weine bei der Herstellung von Perlwein, Sekt und Champagner wird so bezeichnet.

## Q
Q. b. A.in Deutschland die Abkürzung für Qualitätswein bestimmter Anbaugebiete. Darf zur Erhöhung des Alkoholgehalts mit Zucker angereichert werden, ist besser als Land- oder Tafelwein.
Qualitätsweinsiehe Q. b. A.
 Quevri(georgisch für „Amphore“) Ein in Georgien traditionsreiches Ausbauverfahren, bei dem der Wein in Tongefäßen vergoren wird, die in der Erde vergraben werden. In der Variante des kachetischen Stils werden üblicherweise auch Kerne und Stängel absichtlich mitvergoren, wodurch dieser Wein besonders viele Geschmacksstoffe aus der Pflanze aufnehmen kann. Die Kunst besteht darin, vor allem die erwünschten Stoffe in den Wein übergehen zu lassen.

## R
raisin(frz.) Weintraube, Weinbeere, nicht: Rosine
RatafiaLikörwein aus dem Burgund und der Champagne. Hierbei mischt man Traubensaft mit Tresterschnaps in einem ganz bestimmten Verhältnis.
Räuchergeruch bzw. -geschmackGeruch bzw. Geschmack, der an geräucherte oder geröstete Lebensmittel erinnert. Beruht bei Barriquefass-Ausbau auf dem vorhergehenden Ausbrennen der Fässer. Bei der Sauvignon blanc-Traube, aus der unter anderem der Pouilly-Fumé gekeltert wird, eine Rebsortentypik, diese Traube wird daher auch Blanc-Fumé genannt.
rauhadstringierender Wein, der in der Mundhöhle und im Rachen kratzt bzw. eine pelzige Wahrnehmung auslöst.
ReberziehungssystemUnter einem Erziehungssystem im Weinbau versteht man ein charakteristisches Stockgerüst aus altem Holz, wobei die Pflanzentfernung, das Unterstützungsgerüst (Stecken, Pfähle (Stickel), Spanndrähte u. a.) und der Schnitt des einjährigen Holzes mitentscheidend (Schnittlänge, Anordnung, Formierung) sind.
Reblaus(Viteus vitifoliae), auch Phylloxera genannt, ursprünglich aus Amerika stammende Pflanzenlaus. Mitte des 19. Jahrhunderts nach Europa eingeschleppt, löste sie hier eine Katastrophe aus. Meist örtlich begrenzt in Deutschland und Spanien zum Teil heute noch ansässig. In Kalifornien (USA) vernichtete sie in den letzten Jahren u. a. große Merlot-Monokulturen. Die Laus ist vielerorts durch die Pfropfung auf resistente Wurzelstöcke ausgeschaltet.
RebschnittRebschnitt bezeichnet den jährlichen Rückschnitt des einjährigen Holzes und Korrekturen des alten Holzes. → Rebschnitt
Rebsortedie Edle Weinrebe liegt in etlichen Sorten vor, die man im Weinbau Rebsorten nennt. Siehe auch die Liste von Rebsorten.
 Récoltant-ManipulantWeinbauern, die aus ihren eigenen Trauben auch den eigenen Champagner herstellen.
Restzuckerist der nach dem Vergären verbliebene Zuckergehalt. (Wird in Gramm pro Liter angegeben).
Rieslinggilt als eine der besten und wichtigsten Weißweintrauben
RolleWeiße Traubensorte, die vorwiegend an der Côte d’Azur und in der Provence angebaut wird. Aus ihr werden feine Weine erzeugt. Auch Stadt im Waadtland.
RoussanneWeiße Traubensorte, die vorwiegend im Département Drôme in Frankreich angebaut wird. Aus ihr werden feine, gut lagerfähige Weine gekeltert.
rüttelnBei der Schaumweinherstellung werden die Flaschen nach Beendigung der zweiten Gärung in Rüttelgestellen bewegt (gerüttelt) und dabei immer steiler auf den Kopf gestellt. Dadurch bewegt sich der Bodensatz (Hefe) zum Korken hin, wo er dann später beim Degorgieren entfernt werden kann. Sinn des Rüttelns ist die optische Klarheit des Schaumweins.

## S

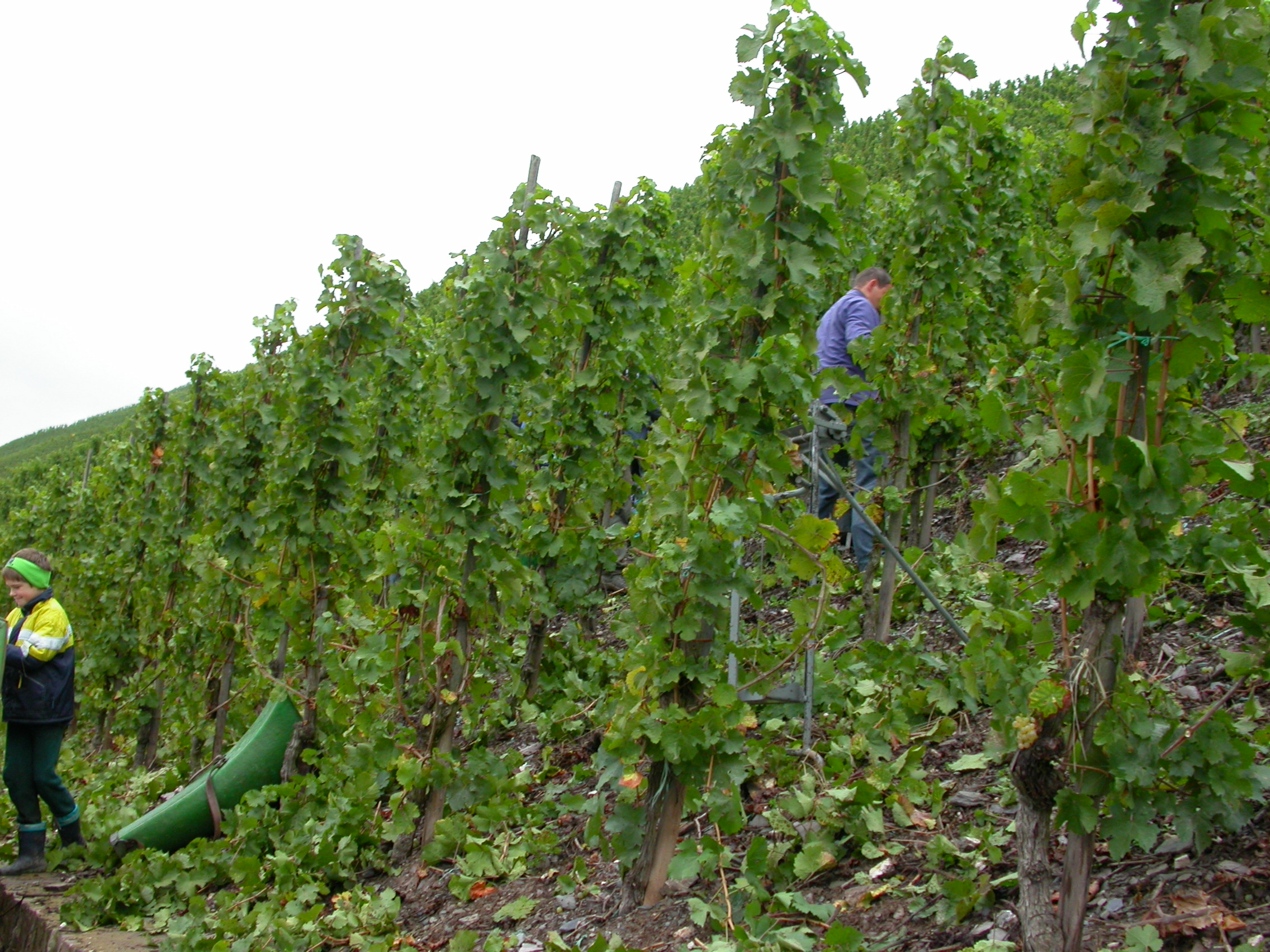
Pfahlkultur oder Stockkultur bezeichnet eine alte Form der Rebstockerziehung in Österreich.

Saignée-RoséNach kurzer Maischegärung wird der Roséwein vom Gärtank abgezogen. Die Maische wird aufgeteilt in die zur Herstellung des Roséweins bestimmte Menge. Der Rest verbleibt bei den Beerenhäuten und wird von diesen umso intensiver beeinflusst. Letzteres ergibt sehr tanninbetonte Rotweine.
SalmanazarBezeichnung für eine Flasche mit zwölffachem Inhalt von Normalflaschen, also neun Liter.
sauberBezeichnung für einen fehlerfreien Wein mit gut ausgeprägten Merkmalen.
sauerStark „saurer“ Geschmack, durch einen Essigstich hervorgerufene Weinkrankheit.
SäureEine gut dosierte Säure trägt zur Ausgewogenheit des Weines bei. Sie gibt ihm Frische und Biss. Bei zu niedrigem Säuregehalt schmeckt der Wein fade. Ist er zu hoch, hat der Wein einen Fehler. Siehe auch Azidität. An Säuren kommen v. a. Wein-, Äpfel-, Zitronen-, Essig- und Bernsteinsäure vor.
Sauvignon BlancWeiße Traubensorte, die einen gut lagerfähigen, säurebetonten Wein ergibt. In vielen Ländern angebaut. Beim je nach Machart variierenden Geschmack sind besonders grasige, Stachelbeer-, aber auch Aromen von Geräuchertem charakteristisch, daher auch Blanc fumé genannt.
schalDurch zu große Einwirkung von Luftsauerstoff ist der Wein oxidiert und hat dadurch sein gesamtes Bukett verloren.
scharfSchwerer Weinfehler. Der Wein ist sehr herb, weil er zu viel Säure und Gerbstoffe in sich vereinigt.
SchaumweinOberbegriff für alle perlenden Weine wie Champagner, Sekt, Crémant, Cava, Spumante oder auch Sparkling Wine
SchillerweinWein aus roten und weißen Trauben, die im selben Rebberg gewachsen und am selben Tag geerntet werden. Die Trauben werden noch vor der Maische gemischt. Schillerwein besitzt eine schillernde rosa Farbe, hat aber sonst mit dem Roséwein nichts zu tun.
Schönungsiehe Klärung
Schwanzsiehe Abgang
Schwarzburgundersiehe Pinot noir
SchwefelungDurch Zufügung von Sulfiten beim Most oder beim Wein werden diese vor Krankheiten geschützt.
schwerwird ein sehr voluminöser Wein mit meist starkem Alkoholgehalt genannt.
secsiehe trocken
Sémillonvorwiegend links und rechts der Garonne angebaute, weiße, edle Traubensorte. Aus ihr werden die berühmten Süßweine gemacht, zum Beispiel: Château d’Yquem.
SmaragdIst die höchste Qualitätsbezeichnung für Weine aus der Wachau. Der Name kommt von einer kleinen Smaragdeidechse, die in den Weinbergen der Wachau lebt.
SpalierRankhilfe für Weinstöcke oder Obst.
Spätburgundersiehe Pinot noir
SpumanteItalienische Bezeichnung für Sekt und Schaumwein.
Stallgeruchweinuntypische Alterungsnote, die zum Geruchsspektrum „animalisch“ gehört
SteinfederLeichter Wein aus der Wachau, der Name kommt von einem feinen Gras, das in der Wachau wächst.
Stickel(auch Stiggel) bezeichnet im traditionellen Weinbau einen Pfosten aus Holz.
Stockkultur(auch Pfahlkultur) ist ein Reberziehungssystem.
 Strukturfasst vor allem den Alkohol-, Säure- und Tanningehalt zusammen, wenn sie dem Wein ein „Gerüst“ geben.
sur lieIn Frankreich wird der Muscadet häufig länger auf dem Hefebett (lie) stehen gelassen, um ihm mehr Frische zu verleihen.

## T
TannineSynonym für Gerbstoffe. Sie tragen zur Struktur bei und dürfen im Gesamtgeschmackseindruck des Weins in der Regel nicht fehlen. Tannine stammen aus den festen Bestandteilen der Rotweintraube, aber bei Holzfasslagerung auch aus dem Holz. Die Vorstellung, Tannine trügen zur Haltbarkeit des Weins bei, gilt heute als überholt.
tassée(franz.) Kleines Metallschälchen mit einem Griff, das zum Probieren des Weins benutzt wird. Wird mancherorts auch Tastevin genannt.
TemperaturregelungGezielte Steuerung der Temperatur im Gärbehälter während der Gärung.
Tempranillorote Rebsorte, v. a. in Spanien angebaut. Meist würzig und mit Geschmackskomponenten roter Früchte. Gut lagerfähig, aber auch jung zu trinken.
TexturBeschaffenheit und Zusammensetzung des Weines beim „Mundgefühl“.
tiefKörperreicher Wein von hoher Komplexität.
TintoEinfacher Rotwein aus Portugal oder Spanien, der in der Regel nicht im Eichenfass ausgebaut wurde.
toastigDuft und Geschmack nach Toast, entwickelt sich beim Ausbau im Eichenfass.
Tränesiehe Kirchenfenster
trockenGeschmacksangabe für durchgegorene Weine oder solche mit geringem Restzucker. Weine aus französischer, spanischer oder italienischer Erzeugung dürfen maximal 2 g Restsüße haben. Für deutsche Weine sind maximal 9 g (in Franken aber nur 4,5 g) erlaubt. Siehe auch „süss“, halbtrocken oder „lieblich“.
TrockenbeerenauslesePrädikat für einen Wein aus Deutschland oder Österreich, dessen Trauben am Weinstock eingetrocknet sind unter Einfluss der Edelfäule.

## U
Überschönungder übermäßige Einsatz bzw. die Überdosierung von Schönungsmitteln mit nachteiliger Wirkung auf die Weinqualität. Eine Überschönung kann zu einer unbeabsichtigten Verschlechterung des Geschmacks (z. B. Tanninschönung, Aktivkohlefilterung) oder zu einer erneuten oder verstärkten Eintrübung des Weins (u. a. bei Gelatineschönung) führen. Mitunter ist dieser handwerkliche Fehler wieder rückgängig zu machen – so kann z. B. übermäßige Gelatine durch Zugabe von Kieselsol weitgehend wieder gebunden werden und ausfallen. Ob ein von Überschönung betroffener Wein noch zu retten ist, hängt im Einzelnen von dem verwendeten Schönungsmittel und der Stärke der Überdosierung ab.
Ugni BlancWeißweintraube von geringer Qualität. Wird in Süd-Westfrankreich angebaut und ergibt einen wenig lagerfähigen, säuerlichen Wein. Die Traube ist auch unter dem Namen Saint-Émilion bekannt. In Italien als Trebbiano toscano vielfach angebaut
umfüllenAbstich. Der Wein wird von einem Fass in ein anderes gefüllt (gepumpt), um ihn von der Hefe zu trennen.

## V

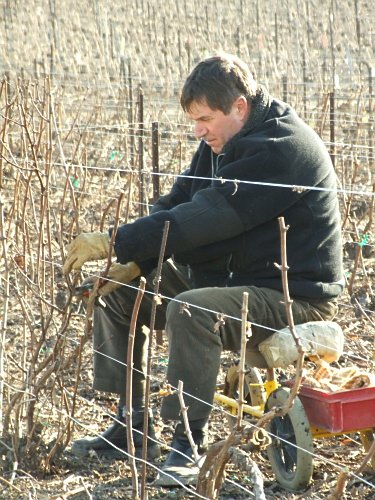
Vigneron in der französischen Region Champagne-Ardenne beim Zurückschneiden der Weinreben im Winter

VeltlinerRebsorte, auch Grüner Veltliner, vorwiegend in Österreich angebaute Rebsorte. Sehr trocken, sehr gut.
vendange(frz.) Weinernte.
verschneidenMischung verschiedener Weine, in Deutschland meist bei billigen Weinen. Bei guten Weinen zur weiteren Qualitätssteigerung vorgenommen. Auch bei Weinen geringerer Qualität zur Relativierung einzelner Schwächen eingesetzt. In Frankreich als Coupage bekannt.
Versoalnist der Name des möglicherweise ältesten Rebstockes in Europa. Es handelt sich dabei um eine weiße Rebsorte.
vieille vigne(frz.) Alte Weinstöcke. Sie versprechen hohe Qualität, weil alte Weinstöcke sehr konzentrierten Wein ergeben. Wird als Bezeichnung auf den Etiketten verwendet.
vigneron(frz.) Winzer, Weinbauer, Weinhauer.
vignoble(frz.) der gesamte Besitz an Anbaufläche eines Winzers.
Vin de Paille„Strohwein“ aus dem Jura; ähnlich der Appassimento-Technik (s. Recioto di Soave) werden die geernteten Beeren zunächst auf Stroh getrocknet und dann gekeltert. Haltbarkeit dieser Weißweine mind. 40 Jahre
Vin Jaune„Gelber Wein“ aus dem Jura mit sehr hoher Haltbarkeit
VinifikationWeinbereitung.
Viticulturein Frankreich der Weinanbau mit all seinen verschiedenen Berufszweigen.
vollmundigsagt man zu einem angenehmen, weichen Wein, der die Kehle gut hinunterrinnt.
vorklärenAbziehen des klaren Mostes vom sedimentierten Trub zwischen Pressung und Gärung. Begünstigt langsame Vergärung und Reintönigkeit
VorlaufDer Most, der bereits ohne Pressung aus dem Bottich läuft, wird Vorlauf genannt.
VorlaufweinIst bei der Weinherstellung der Wein, der direkt aus dem Gärbehälter durch Abstechen erhalten wird.
V.Q.P.R.D.in Frankreich die Abkürzung für: „Vin de qualité produit dans une région déterminée“ = Qualitätswein aus besonderen Anbaugebieten. Der Begriff fasst in Frankreich alle A.O.C.–Weine und V.D.Q.S.–Weine zusammen.

## W
warmExtrakt- und alkoholreicher Wein mit gewisser Süße, der durch seinen Alkoholgehalt das Gefühl innerer Wärme vermittelt.
Wärmeregulierungsiehe Temperaturregelung
weiblichSo werden Weine bezeichnet, die eine besondere Leichtigkeit und Zartheit offenbaren.
weichGeschmeidiger, angenehmer Wein mit zurückhaltendem Tannin beziehungsweise Säure.
Weinhandelsküfer/WeinküferAusbildungsberuf im Weinherstellungsgewerbe.
WeinsteinAnsammlung von Weinsteinkristallen in Flaschen oder Fässern.
Wine of Origin (WO)Seit 1973 Ursprungsbezeichnung für Weine aus Südafrika. Das Siegel oben auf der Flasche garantiert die Angaben zu Herkunft, Rebsorte(n) und Jahrgang.
würzigWein mit ausgeprägten Gewürzaromen, wie Zimt, Nelken oder Pfeffer.

## Z
ziegelrotEinige Rotweine neigen dazu, während der Alterung eine rotbraune bzw. ziegelrote Färbung anzunehmen.
ZusammenstellungUm eine Cuvée herzustellen, werden mehrere Weine „gleichen Ursprungs“ miteinander vermischt. Nicht mit Verschneiden oder Panschen zu verwechseln.